# Кхумбу

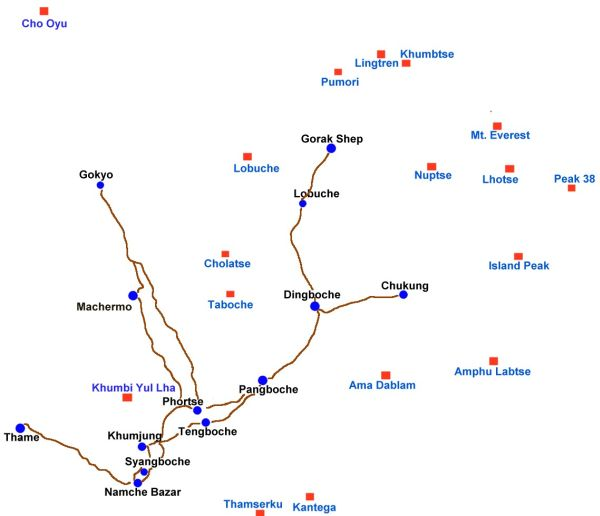
Схематическая карта региона Кхумбу

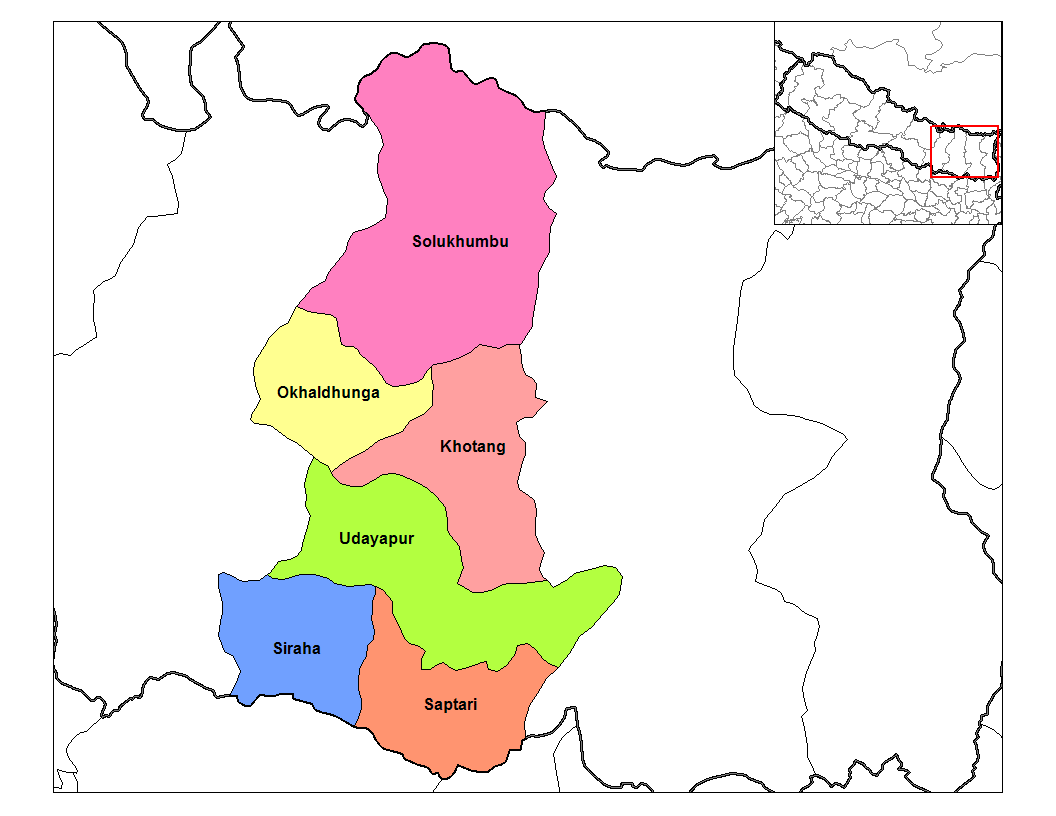
Схема административной зоны Сагарматха

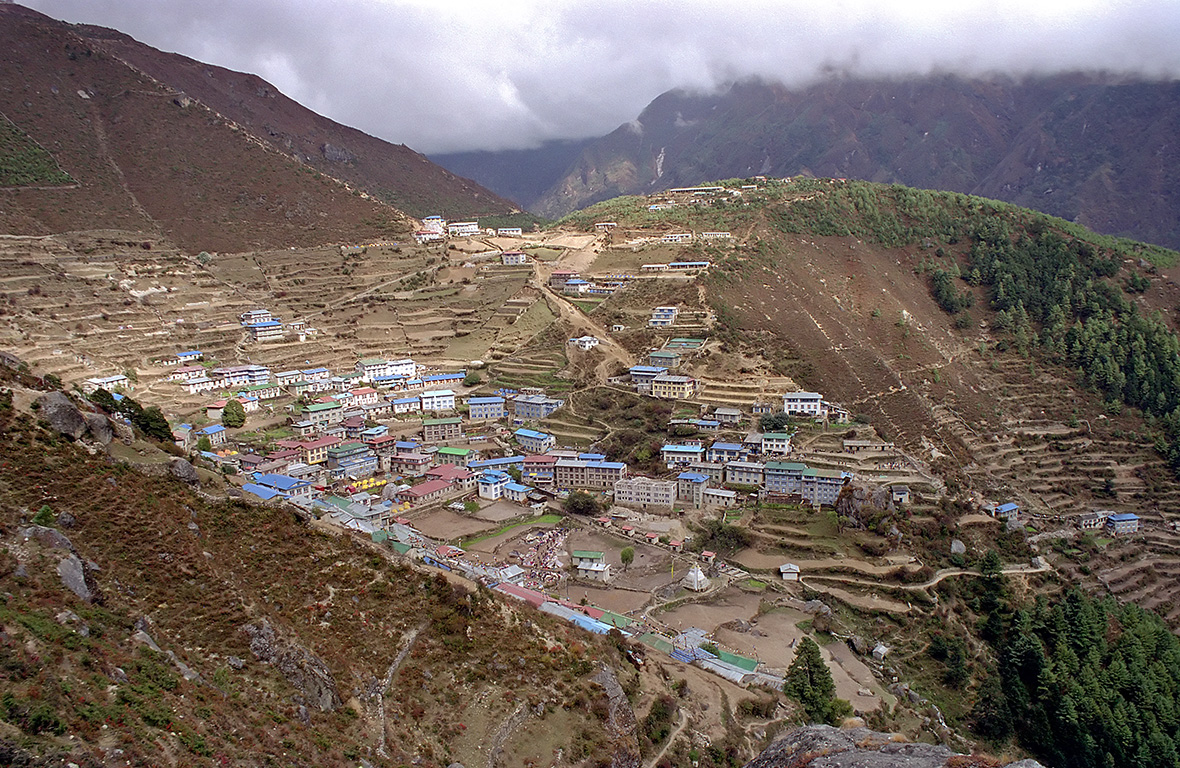
Намче-Базар — главный населённый пункт региона Кхумбу

Кхумбу (непальск. खुम्बु, шерп. ཁུམ་བུ) — район на северо-востоке Гималаев в непосредственной близости от высшей точки — Эвереста, на границе с Тибетом. Расположен на территории национального парка Сагарматха. Наряду с двумя другими районами Солу и Пхарак образует регион Солукхумбу.
Главный населённый пункт Кхумбу — Намче-базар.
На территории района Кхумбу расположены долины трёх крупных рек: Бхоте-Коси, Дудх-Коси и Имджа-Кхола. Реки вытекают из ледников, расположенных на склонах крупнейших шеститысячников и восьмитысячников, расположенных в районе Кхумбу.
Через регион Кхумбу проходят многочисленные треккинговые маршруты.
Большинство населения Кхумбу составляют шерпы.
На территории района Кхумбу находится древнейший тибетский монастырь Тьянгбоче. В монастыре Кумджунг хранится скальп снежного человека — йети.

## Горы в районе Кхумбу
| Гора        | Высота, м |
| ----------- | --------- |
| Джомолунгма | 8848      |
| Лхоцзе      | 8516      |
| Чо-Ойю      | 8201      |
| Нупцзе      | 7861      |
| Барунцзе    | 7220      |
| Пумори      | 7161      |
| Ама Даблам  | 6814      |
| Кантега     | 6779      |

| Гора                  | Высота, м |
| --------------------- | --------- |
| Нум Ри                | 6677      |
| Тхамсерку             | 6623      |
| Табоче                | 6501      |
| Чолатцзе              | 6440      |
| Айленд Пик (Imja Tse) | 6165      |
| Лобуче                | 6145      |
| Кхумбу Йул Лха        | 5761      |
| Кала-Патхар           | 5645      |